# Nomuraelmis amamiensis
Nomuraelmis amamiensis is een keversoort uit de familie beekkevers (Elmidae). De wetenschappelijke naam van de soort werd in 1964 gepubliceerd door Satô.